# Hasan Moghaddam

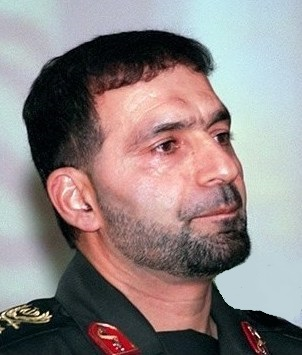
Hasan Moghaddam (2011)

Hasan Tehrani Moghaddam (persisch حسن تهرانی مقدم) (* 29. Oktober 1959 in Teheran; gest. 12. November 2011 bei Malard, Provinz Teheran) war ein iranischer Brigadegeneral in der Luftwaffe der Iranischen Revolutionsgarden und entwickelte das iranische Raketenprojekt.
Moghaddam ist ein Absolvent der elitären Teheraner K. N. Toosi University of Technology 1981 im Fach Maschinenbau und Luftfahrttechnik. An der Iranischen Revolution nahm er seit 1979 teil und wurde ein Kommandeur der Wächter der Revolutionären Garden, der am Iranisch-Irakischen Krieg teilnahm. So baute er für die Revolutionsgarden die Artillerie und die Raketentruppe auf. 1986–87 baute er dies im Libanon für die Hisbollah auf.
Er besorgte die Expertise sowie Blaupausen für den Raketenbau von Nordkorea, um die Entwicklung der iranischen Raketentechnologie zu unterstützen, und begründete Irans Langstreckenraketenprogramm. Er entwickelte die Shahab, Ghadr und Sejjil Raketen mit einer Reichweite von mehr als 1000–2000 Kilometer, um Israel zu erreichen. Aus diesen Gründen wird er als der „Vater des iranischen Raketenprogramms“ angesehen. Er arbeitete auch an der Transportfähigkeit für Atomsprengköpfe. Am 12. November 2011 wurde er offenbar bei einem Unfall durch eine Explosion auf der Militärbasis von Bidganeh der Islamischen Revolutionsgarden im Westen von Teheran getötet. Bei seinem Begräbnis war der iranische Religionsführer Ali Khamenei anwesend. Posthum wurde Moghaddam zum Generalmajor befördert.
Laut der Tochter lag sein Motiv im Vorbild Nordkoreas für den Iran. Das Land sei von den USA gegängelt worden, bis es zur Atommacht wurde. „Danach konnten die USA nichts mehr gegen Nordkorea tun“, habe ihr Vater immer gesagt. Es gibt einige Hinweise auf eine geheime Entwicklung von Interkontinentalraketen, die auch die USA erreichen könnten, in der Anlage von Schahrud.